# Séverni (Mostovskói, Krasnodar)
Séverni (del ruso: Северный) es un posiólok del raión de Mostovskói del krai de Krasnodar, en el sur de Rusia. Está situado en la confluencia del Mali Chojrak y el Bolshói Chojrak, constituyentes del Chojrak, de la cuenca del Kubán a través del Labá, 32 km al noroeste de Mostovskói y 132 km al sureste de Krasnodar, la capital del krai. Tenía 327 habitantes en 2010.
Pertenece al municipio Krasnikutskoye.